# Maria Skoczek
Maria Teresa Skoczek (ur. 1947) – polska geografka, latynoamerykanistka, emerytowana profesor Uniwersytetu Warszawskiego.
Zawodowo związana z Wydziałem Geografii i Studiów Regionalnych Uniwersytetu Warszawskiego. W 1974 weszła w skład Pracowni Ameryki Łacińskiej Zakładu Geografii Regionalnej i Politycznej Instytutu Geografii. W 1988 habilitowała się. Od 1991 do 2002 kierowała Zakładem Badań Regionalnych Ameryki Łacińskiej. W latach 1999–2002 dziekan. Od 2014 na emeryturze.
Członkini Wydziału VII PAN - Nauk o Ziemi i Nauk Górniczych - Komitet Nauk Geograficznych. Była redaktor naczelna Actas Latinoamericans de Varsovia.

## Wybrane publikacje
- Zmiany w rolnictwie Wenezueli, Kolumbii i Ekwadoru w wyniku realizacji reform rolnych (1960-1970), Warszawa 1975.
- Geografia socioeconomica, Guadalajara: Universidad de Guadalajara, 1982.
- Kolonizacja rolnicza a zmiany w rozmieszczeniu ludności w Ameryce Łacińskiej, Warszawa: Wydawnictwa Uniwersytetu Warszawskiego, 1989.
- Patrones de comportamientos socioeconómicos a nivel local en México, Varsovia: Facultad de Geografía y Estudios Regionales. Universidad de Varsovia, 2007.
- Mazahua Region  in Mexico: towards a new indigenous rurality, Warszawa: Fundacja Uniwersytetu Warszawskiego, 2011.
- Transformaciones ambientales y socioeconómicas en la Región Mazahua, México, Varsovia: Facultad de Geografía y Estudios Regionales Universidad de Varsovia, 2013.
- Zmiany społeczno-gospodarcze w regionach tubylczych Meksyku i ich percepcja przez mieszkańców: przypadek Regionu Mazahua, Warszawa: Uniwersytet Warszawski. Wydział Geografii i Studiów Regionalnych, 2013.